# Ernesto Miranda
Ernesto Miranda (ur. 1941 w Mesie, zm. 31 stycznia 1976 w Phoenix) – amerykański robotnik, którego proces doprowadził do wprowadzenia tzw. praw Mirandy, które są komunikowane każdemu aresztowanemu.

## Życiorys
Miranda urodził się w 1941 roku w Arizonie. Wcześnie osierocony przez matkę, miał zły kontakt z ojcem i jego nową rodziną. W wieku 14 lat rzucił szkołę, wtedy też po raz pierwszy został aresztowany (za kradzież samochodu). Następnie dwukrotnie był osadzany w zakładzie poprawczym, m.in. za włamanie, napad i usiłowanie gwałtu. W 1958 roku wstąpił do armii, ale po 15 miesiącach został z niej usunięty. Po wydaleniu z armii powrócił do drobnych przestępstw, wielokrotnie był osadzany w więzieniach. W 1961 roku został zwolniony z więzienia i podjął pracę jako robotnik w Phoenix. Próbował też założyć rodzinę.
Nocą 3 marca 1963 roku zgwałcił wracającą z pracy 18-letnią Lois Ann Jameson. Opierając się na relacji pokrzywdzonej, policja stworzyła rysopis sprawcy, jednak z powodu jej opóźnienia umysłowego porozumienie z ofiarą było utrudnione, a zeznania nie były wiarygodne. Miranda został aresztowany tydzień później, gdy ofiara rozpoznała jego samochód, ale nie była pewna tożsamości samego gwałciciela. Miranda został poddany przesłuchaniu, w trakcie którego fałszywie poinformowano go, że został rozpoznany przez ofiarę. Po dwóch godzinach Miranda przyznał się do popełnienia gwałtu. W czerwcu 1963 roku sąd hrabstwa Maricopa skazał go na karę pozbawienia wolności od 20 do 30 lat. W apelacji do Sądu Najwyższego Arizony Miranda chciał uchylenia wyroku, ponieważ wyrok oparto na dowodzie, którym było przyznanie się złożone bez koniecznego ostrzeżenia przez policję o przysługujących podejrzanemu prawach. Stanowy sąd najwyższy oddalił apelację.
Ponieważ podejrzanego nie poinformowano o przysługujących mu prawach, jego sprawa stała się przedmiotem debaty publicznej ws. praw aresztowanych. 13 czerwca 1966 roku w sprawie Miranda vs. Arizona Sąd Najwyższy Stanów Zjednoczonych uznał, że policja ma obowiązek informować aresztowanego o jego prawach w czasie zatrzymania (tzw. prawa Mirandy) i jednocześnie uchylił wyrok skazujący Mirandę ze względu na pogwałcenie konstytucyjnych praw podejrzanego, a tym samym konieczność wyłączenia z procesu dowodów pochodzących z takich zeznań.
W 1967 roku rozpoczął się kolejny proces Mirandy. Tym razem na podstawie nowych dowodów, m.in. zeznań świadków, ponownie zasądzono karę pozbawienia wolności od 20 do 30 lat. Miranda wyszedł z więzienia w 1972 roku. Zaczął zarabiać, sprzedając wydrukowane Prawa Mirandy ze swoim autografem.
Szybko wrócił do życia przestępczego, a 31 stycznia 1976 roku został śmiertelnie ugodzony nożem w trakcie bójki w barze w Phoenix.